# 巴特戈特洛伊巴-贝格吉斯许伯尔
巴特戈特洛伊巴-贝格吉斯许伯尔（德語：Bad Gottleuba-Berggießhübel，發音：[baːt ˈɡɔtlɔʏba ˈbɛʁkɡiːsˌhyːbl̩] ⓘ）是德国萨克森州萨克森施韦茨-东厄尔士山县的城市，面积88.72平方千米，2023年12月31日人口为5,498人。